# Scopula planidisca
Scopula planidisca là một loài bướm đêm trong họ Geometridae.